# Челленджер-Пойнт
Челленджер-Пойнт (англ. Challenger Point) — несамостоятельная горная вершина в хребте Сангре-де-Кристо Скалистых гор Северной Америки. Считается одной из вершин горы Кит-Карсон, расположена на её северо — западном плече. Входит в группу гор Крестоны, наряду с Крестон-Пиком, Крестон-Нидл, Гумбольдт-Пиком и основной для Колумбия-Пойнт горой, Кит-Карсон. Вершина высотой 4292 метра расположена приблизительно в 9 километрах восточнее городка Крестон в округе Савоч, штат Колорадо, США.
Официально безымянная вершина получила своё название в память о семи космонавтах, погибших при запуске шаттла «Челленджер» 28 января 1986 года.

## Мемориал
Предложение назвать вершину Челленджер-Пойнт было сделано жителем Колорадо-Спрингс Деннисом Уильямсом в 1986 году. Геологическая служба США одобрила эту заявку на 9 апреля 1987 года.
Чтобы поместить на вершине мемориальную доску 15 на 30 см, местный альпинист Алан Силверстейн организовал и возглавил восхождение 18 июля 1987 года.
Мемориальная доска гласит:
CHALLENGER POINT, 14080+'

В память об экипаже шаттла Челленджер

Тех семерых, что погибли, приняв риск,

Расширив горизонты человеческого познания

28 января, 1986  Через тернии к звёздам

Оригинальный текст:

CHALLENGER POINT, 14080+'

In Memory of the Crew of Shuttle Challenger

Seven who died accepting the risk,

expanding Mankind's horizons

January 28, 1986  Ad Astra Per Aspera